# 庆丰站 (广州)
庆丰站是广州地铁13号线的在建车站，位于中国广东省广州市白云区庆丰新涌南路、凰岗停车场西南侧，预计于2027年启用。

## 车站结构
庆丰站为地下二层岛式站台车站，全长278米，标准段宽20.7米。车站紧邻凰岗停车场，沿庆丰新涌南路东北侧布置。

### 车站楼层
庆丰站地面为车站各出入口，地下一层为站厅，地下二层为13号线站台。
| 地下一层 | 站厅                       | 售票機、客服中心、商店、警务室、安检设施 |  |  |
| 地下二层 | 2 站台                     | █13号线 朝阳方向（下站：朝阳）           |  |  |
|          | 岛式站台（卫生间、母婴室） |                                          |  |  |
|          | 1 站台                     | █13号线 新沙方向（下站：凰岗）           |  |  |

### 站线
本站设有一个岛式站台。

## 历史
庆丰站是13号线二期中施工进展较快的站点，于2019年12月完成征地，2020年5月完成浇筑首块顶板。2020年12月30日，庆丰站主体结构封顶，为13号线二期首座封顶的车站。